# Bentley, Illinois
Bentley là một thị trấn thuộc quận Hancock, tiểu bang Illinois, Hoa Kỳ. Năm 2010, dân số của thị trấn chưa hợp nhất này là 35 người.

## Dân số
Dân số qua các năm:
- Năm 2000: 43 người.
- Năm 2010: 35 người.